# Tonhöhenregelung

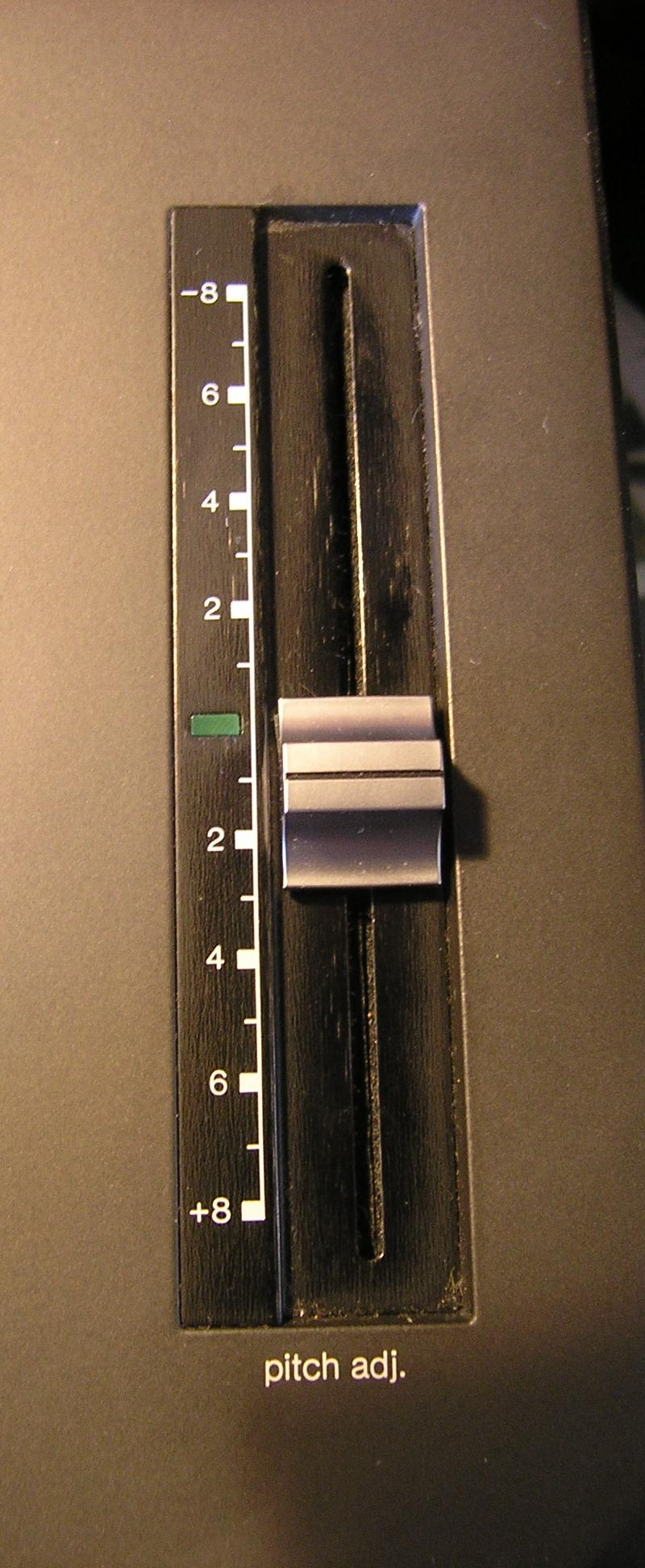
Tonhöhenregelung an einem Technics-SL-1210MK2-Plattenspielermodell

Tonhöhenregelung (englisch pitch control, pitch adjustment) ist eine Funktion bei Tonwiedergabegeräten um primär die Tonhöhe beziehungsweise die Geschwindigkeit aktiv zu regulieren und für eine bestimmte Dauer zu halten. Plattenspieler, Bandmaschine, Musiksoftware, Synthesizer wie auch Sampler usw. bieten diese Funktion an.
Bei Plattenspielern und Tonbandmaschinen wird durch die Tonhöhenregelung die Drehgeschwindigkeit des Plattentellers oder der Tonwelle erhöht oder verringert. Als (meist unerwünschter) Nebeneffekt tritt eine Geschwindigkeitsänderung auf. Ein DJ nutzt die Funktion, um die Musik zweier unterschiedlicher Schallplatten tempomäßig zu synchronisieren. Um das Tempo zu ändern, ohne die Tonhöhe zu beeinflussen, gibt es die Möglichkeit der zeitlichen Streckung, siehe Time-Stretching. Diese Funktion steht aber Plattenspielern und Tonbandgeräten nicht zur Verfügung.
Software-Mediaplayer benötigen im Normalfall keine Tonhöhenregelung. Einige Computer Jockeys, die mit digitalen Audiodateien am PC hantieren, verwenden die Funktion analog wie beim Plattenspieler.
Bei Audio-Bearbeitungsprogrammen wird meist eine dauerhafte Tonhöhenänderung (englisch pitch shift) vorgenommen. Auch bei der Vertonung beim Videoschnitt findet Tonhöhenregelung Anwendung. Um ausschließlich das Tempo zu ändern wird aber üblicherweise eine zeitliche Streckung vorgenommen.
Bei Synthesizern und Samplern besteht mit der Tonhöhenregelung (hier auch Pitch Shift oder Transpose genannt) auch die Möglichkeit, die Noten auf einer Klaviatur nach unten oder oben zu transponieren. Üblich sind Verschiebungen um Halbtonschritte. Um Noten feiner zu stimmen oder verstimmen dient dann eine Feinabstimmung (englisch fine-tune). Bei Samplern kann das Hochziehen oder Herunterregeln der Tonhöhe einer Stimmaufnahme um 12 Halbtöne oder mehr auch dazu verwendet werden, wahlweise eine Mickey-Maus-Stimme oder eine Teufelsstimme zu erzeugen, wobei die Tonhöhenregulierung hier nicht zwingend notwendig ist, weil die Klaviatur selbst die Samples je nach Taste höher oder tiefer abspielt und damit der Effekt spätestens nach einer Oktave von selbst eintritt. Dabei wird bei der Mickey-Maus-Stimme die Stimme nicht nur höher, sondern auch schneller. Umgekehrt bei der Teufelsstimme, die dann entsprechend langsamer wird. Die Geschwindigkeit lässt sich dann per Time Stretching wieder korrigieren.
Die Tonhöhenregelung (englisch pitch control) ist nicht zu verwechseln mit dem Pitchbending, wobei man typischerweise fortwährend die Töne verbiegt und grundsätzlich nicht in einer bestimmten Tonlage hält.